# 南燕州郡列表
本列表表示五胡十六國时期，割据今山东地區的南燕的所有州郡縣。南燕的存在年代，由398年慕容德自称燕王開始，至410年刘裕北伐為止，前後十三年。
下表中，以 藍色背景代表南燕各州，所領各郡、縣則分別列於其下。
| 州/縣名  | 治所                       | 属县                                                                                        |
| -------- | -------------------------- | ------------------------------------------------------------------------------------------- |
| 司隶校尉 | 广固（今青州市西北）       |                                                                                             |
| 燕尹     | 广固（今青州市西北）       | 广固县                                                                                      |
| 齊郡     | 临淄（今淄博市临淄区北）   | 临淄县、西安县、安平县、般阳县、广饶县、昌国县                                              |
| 濟南郡   | 历城（今济南市）           | 历城縣、著县、于陵县、漯阴县、祝阿县                                                        |
| 樂安郡   | 高苑（今邹平市东北）       | 高苑县、临济县、博昌县、利县、益县、蓼城县、寿光县、东朝阳县                                |
| 京兆郡   |                            | （侨置）                                                                                    |
| 平原郡   | 梁邹（今邹平市北）         | （侨置）：梁邹县、平原县                                                                    |
| 勃海郡   |                            | （侨置）                                                                                    |
| 平昌郡   | 安丘（今安丘市西南）       | 安丘县、平昌县、东武县、琅邪县、朱虚县、临朐县，409年为东晋所得                             |
| 青州     | 掖县（今莱州市）           |                                                                                             |
| 東萊郡   | 掖县（今莱州市）           | 掖县、当利县、卢乡县、曲城县、黄县、怰县、牟平县                                            |
| 北海郡   | 平寿（今潍坊市坊子区西南） | 平寿县、都昌县、胶东县、剧县、即墨县、下密县                                                |
| 高密郡   | 黔陬（今胶州市西南）       | 黔陬县、淳于县、高密县、夷安县、营陵县、昌安县、壮武县                                      |
| 長廣郡   | 不其（今青岛市城阳区）     | 不其县、長廣县、挺县、昌阳县                                                                |
| 東牟郡   |                            | 東牟县                                                                                      |
| 徐州     | 莒城（今莒县）             |                                                                                             |
| 東莞郡   | 莒县（今莒县）             | 莒县、诸县、東莞县，409年为东晋所得                                                         |
| 琅邪郡   | 阳都县（今临沂市兰山区北） | 阳都县、开阳县、临沂县、缯县、即丘县、华县、费县、蒙阴县，409年为东晋所得                   |
| 幽州     | 发干（今沂水县西北）       |                                                                                             |
| 東安郡   | 盖（今沂源县东南）         | 盖县、新泰县、发干县，409年为东晋所得                                                       |
| 兗州     | 梁父（今泰安市东南）       |                                                                                             |
| 泰山郡   | 奉高（今泰安市东）         | 奉高县、山茌县、博县、嬴县、南城县、梁父县、南武阳县、莱芜县、牟县、巨平县，409年为东晋所得 |
| 并州     | 平阴（今平阴县东北）       |                                                                                             |
| 濟北郡   | 卢县（今平阴县西）         | 卢县、临邑县、东阿县、谷城县、蛇丘县                                                        |
| 東平郡   | 须昌县（今東平县西北）     | 须昌县、寿张县、范县、无盐县、富城县、東平陆县、刚平县                                      |
| 團城鎮   | 團城（今沂水县）           |                                                                                             |
| 东燕郡   | 白马（今河南省滑县东）     | 白马县、东燕县、凉城县、酸枣县、长垣县，399年为北魏所得                                     |
| 荥阳郡   | 荥阳（今河南省荥阳市东北） | 荥阳县、京县、密县、卷县、阳武县、苑陵县、中牟县、开封县、阳城县，399年为北魏所得           |